# 人工诱变
人工诱变是利用物理因素（X射线、紫外线等）或化学因素（亚硝酸等）来处理生物，使生物发生基因突变。

## 作用
引起生物的遗传物质发生变异，以创造新类型。